# Aichkirchen
Aichkirchen ist eine Gemeinde mit 635 Einwohnern (Stand 1. Jänner 2024) in Oberösterreich im Bezirk Wels-Land im Hausruckviertel.

## Geografie
Aichkirchen liegt auf 448 m Höhe im Hausruckviertel. Die Ausdehnung beträgt von Nord nach Süd 3,9 km, von West nach Ost 2,8 km. Die Gesamtfläche beträgt 6,6 km². 10,6 % der Fläche sind bewaldet, 77,3 % der Fläche sind landwirtschaftlich genutzt.

### Gemeindegliederung
Das Gemeindegebiet umfasst folgende 13 Ortschaften (in Klammern Einwohnerzahl Stand 1. Jänner 2024):
- Aichkirchen (151)
- Brunngasse (22)
- Eisgering (43)
- Getzing (106)
- Ingerendt (8)
- Nopping (33)
- Pisdorf (56)
- Pitting (44)
- Puch (10)
- Rabenberg (18)
- Roitfeld (5)
- Stötten (10)
- Voglhub (129)

Die Gemeinde besteht aus der Katastralgemeinde Aichkirchen.
Aichkirchen gehörte bis 2012 zum Gerichtsbezirk Lambach und gehört seit dem 1. Jänner 2013 zum Gerichtsbezirk Wels.

### Nachbargemeinden
| Gaspoltshofen (GR)  | Bachmanning                                 |                        |
|                     | Kompassrose, die auf Nachbargemeinden zeigt | Neukirchen bei Lambach |
| Niederthalheim (VB) | Schlatt (VB)                                |                        |

## Geschichte
Ursprünglich im Ostteil des Herzogtums Bayern liegend, gehörte der Ort seit dem 12. Jahrhundert zum Herzogtum Österreich.
Er wurde erstmals urkundlich um 1136 als „Eicha“ im Traditionskodex von Stift Sankt Peter in Salzburg erwähnt. 1449 erscheint erstmals der Name Aichkirchen. Seit 1490 wird der Ort dem Teilfürstentum Österreich ob der Enns zugerechnet. In der Zeit der Reformation traten viele Bewohner zum Protestantismus über. Erst durch die Gegenreformation wurde Aichkirchen wieder rekatholisiert.
Während der Napoleonischen Kriege war der Ort mehrfach besetzt. Seit 1918 gehört der Ort zum Bundesland Oberösterreich. Nach dem Anschluss Österreichs an das Deutsche Reich am 13. März 1938 gehörte der Ort zum Gau Oberdonau. Nach 1945 erfolgte die Wiederherstellung Oberösterreichs.

## Kultur und Sehenswürdigkeiten

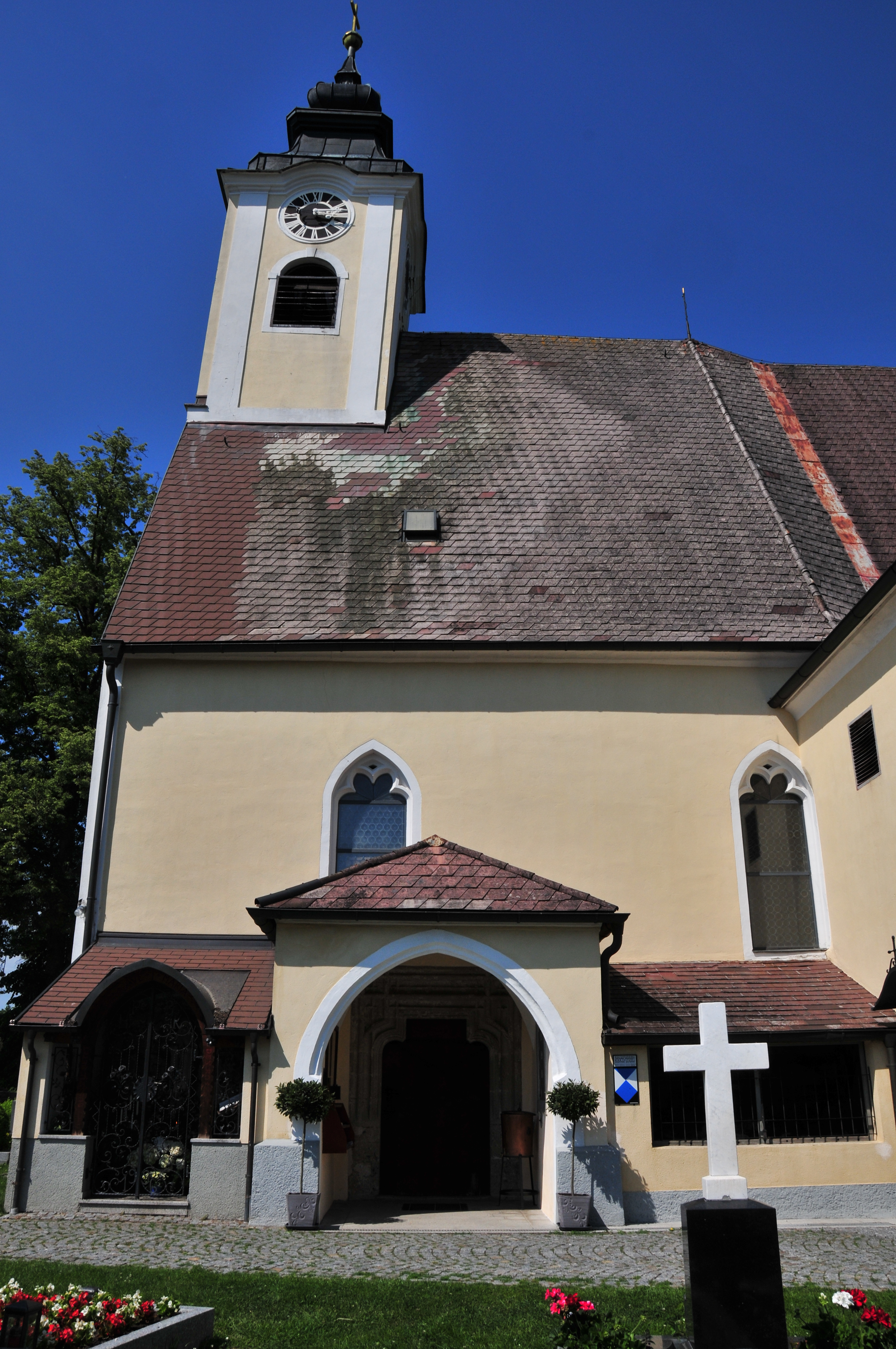
Pfarrkirche Aichkirchen

- Katholische Pfarrkirche Aichkirchen Hll. Peter und Paul

## Wirtschaft und Infrastruktur

### Wirtschaftssektoren
Die Anzahl der landwirtschaftlichen Betriebe nahm von 42 im Jahr 1999 auf 25 im Jahr 2010 ab. Von diesen wurden dreizehn im Haupt- und zwölf im Nebenerwerb geführt. Im schwach ausgeprägten Produktionssektor waren drei Erwerbstätige beschäftigt. Im Dienstleistungssektor arbeiteten 14 der 28 Angestellten im Bereich soziale und öffentliche Dienste.

### Berufspendler
Im Jahr 2011 lebten 271 Erwerbstätige in Aichkirchen. Davon arbeiteten 46 in der Gemeinde, mehr als achtzig Prozent pendelten aus.

## Politik
Der Gemeinderat hat 13 Mitglieder.
- Mit den Gemeinderats- und Bürgermeisterwahlen in Oberösterreich 2003 hatte der Gemeinderat folgende Verteilung: 9 ÖVP, 2 SPÖ und 2 FPÖ.
- Mit den Gemeinderats- und Bürgermeisterwahlen in Oberösterreich 2009 hatte der Gemeinderat folgende Verteilung: 9 ÖVP, 2 SPÖ und 2 FPÖ.
- Mit den Gemeinderats- und Bürgermeisterwahlen in Oberösterreich 2015 hatte der Gemeinderat folgende Verteilung: 10 ÖVP und 3 FPÖ.
- Mit den Gemeinderats- und Bürgermeisterwahlen in Oberösterreich 2021 hat der Gemeinderat folgende Verteilung: 9 ÖVP und 4 FPÖ.[7][8]

### Bürgermeister
Bürgermeister seit 1855 waren:
- 1855–1858 Johann Oberndorfer
- 1858–1860 Laurenz Selinger
- 1860–1866 Josef Simer
- 1866–1867 Leopold Simmer
- 1867–1870 Johann Obermeier
- 1870–1873 Leopold Simmer
- 1873–1877 Laurenz Selinger
- 1877–1879 Leopold Simmer
- 1879–1883 Michael Kroiss
- 1883–1885 Leopold Simmer
- 1885–1888 Johann Kettlgruber
- 1888–1891 Johann Oberndorfer
- 1891–1894 Ferdinand Obermair
- 1894–1897 Johann Oberndorfer
- 1897–1900 Mathäus Selinger
- 1900–1903 Mathias Niedermair
- 1903–1906 Ferdinand Obermair
- 1906–1910 Anton Stritzinger
- 1910–1912 Andreas Mayr
- 1912–1919 Franz Obermair
- 1919–1924 Ferdinand Kettlgruber
- 1924–1929 Georg Weinberger
- 1929–1935 Josef Obermair
- 1935–1939 Ferdinand Kettlgruber
- 1939–1944 Josef Obermair
- 1944–1945 Franz Niedermair
- 1945–1949 Ferdinand Kettlgruber
- 1949–1949 Johann Oberndorfer
- 1949–1957 Franz Sturbmayr
- 1957–1988 Alois Selinger
- 1988–2015 Georg Haider (ÖVP)[10]
- seit 2015 Franz Haider (ÖVP)

### Wappen
Blasonierung: In Gold über einem grünen Eichenzweig mit zwei auswärts geneigten Blättern und zwei aufrecht gestellten Eicheln ein schwarzer, dreiarmiger Pontifikalstab mit Kleeblattenden.
Die Gemeindefarben sind Schwarz-Gelb-Grün.
Der päpstliche Kreuzstab im 1984 verliehenen Wappen verweist auf das Pfarrpatrozinium Peter und Paul, zusammen mit den Eichenblättern symbolisiert er den Ortsnamen.

## Persönlichkeiten
- Kollomann (Josef) Fellner (1750–1818), geboren in Pisdorf, Benediktiner, Zeichner und Kupferstecher (Gründer der Stiftssammlung von Lambach)
- Hermann Pramendorfer (1933–2024), Bürgermeister von Geboltskirchen und Mitglied des Bundesrats
- Ferdinand Steiner (* 1970 in Aichkirchen), Klarinettist, Soloklarinettist im Mozarteumorchester Salzburg
- Alexander Berger (* 1988), Volleyball-Nationalspieler